# Nipomo
Nipomo est une census-designated place située dans le comté de San Luis Obispo, dans l’État de Californie, aux États-Unis. Sa population s’élevait à 16 714 habitants lors du recensement de 2010.

## Histoire
- Les fondateurs de la ville sont les Amérindiens chumashs, qui s'y sont établis il y a plus de 9 000 ans.
- Dès 1882, la Pacific Coast Railroad s'installe, mais les rails doivent être repris en 1942, pour l'effort de guerre.
- C'est à proximité de Nipomo, sur la Route 101, que la photographe Dorothea Lange prit le 6 mars 1936 son plus célèbre cliché intitulé Mère migrante, qui deviendra par la suite le symbole de la Grande Dépression aux États-Unis.

## Démographie
Au recensement de 2000, 12 626 habitants y vivaient, répartis en 3 316 familles et en 4 035 foyers. La densité de population était de 427,3 habitants/km².
| 2000   | 2010   | - | - | - | - |
| ------ | ------ | - | - | - | - |
| 12 626 | 16 714 | - | - | - | - |